# Grande Prêmio da Arábia Saudita de 2022
O Grande Prêmio da Arábia Saudita de 2022 (formalmente denominado Formula 1 STC Saudi Arabian Grand Prix 2022) foi a segunda etapa da temporada de 2022 da Fórmula 1. Foi disputado em 27 de março de 2022, no Circuito Corniche de Gidá na Arábia Saudita.

## Resultados

### Treino classificatório
| 1                        | 11 | Sergio Pérez     | Red Bull Racing-RBPT  | 1:29.705 | 1:28.924 | 1:28.200 | 1  |
| 2                        | 16 | Charles Leclerc  | Ferrari               | 1:29.039 | 1:28.780 | 1:28.225 | 2  |
| 3                        | 55 | Carlos Sainz Jr. | Ferrari               | 1:28.855 | 1:28.686 | 1:28.402 | 3  |
| 4                        | 1  | Max Verstappen   | Red Bull Racing-RBPT  | 1:28.928 | 1:28.945 | 1:28.461 | 4  |
| 5                        | 31 | Esteban Ocon     | Alpine-Renault        | 1:30.093 | 1:29.584 | 1:29.068 | 5  |
| 6                        | 63 | George Russell   | Mercedes              | 1:29.680 | 1:29.618 | 1:29.104 | 6  |
| 7                        | 14 | Fernando Alonso  | Alpine-Renault        | 1:29.978 | 1:29.295 | 1:29.147 | 7  |
| 8                        | 77 | Valtteri Bottas  | Alfa Romeo-Ferrari    | 1:29.683 | 1:29.404 | 1:29.183 | 8  |
| 9                        | 10 | Pierre Gasly     | AlphaTauri-RBPT       | 1:29.891 | 1:29.418 | 1:29.254 | 9  |
| 10                       | 20 | Kevin Magnussen  | Haas-Ferrari          | 1:29.831 | 1:29.546 | 1:29.588 | 10 |
| 11                       | 4  | Lando Norris     | McLaren-Mercedes      | 1:29.957 | 1:29.651 | —        | 11 |
| 12                       | 3  | Daniel Ricciardo | McLaren-Mercedes      | 1:30.009 | 1:29.773 | —        | 14 |
| 13                       | 24 | Guanyu Zhou      | Alfa Romeo-Ferrari    | 1:29.978 | 1:29.819 | —        | 12 |
| 14                       | 47 | Mick Schumacher  | Haas-Ferrari          | 1:30.167 | 1:29.920 | —        | NL |
| 15                       | 18 | Lance Stroll     | Aston Martin-Mercedes | 1:30.256 | 1:31.009 | —        | 13 |
| 16                       | 44 | Lewis Hamilton   | Mercedes              | 1:30.343 | —        | —        | 15 |
| 17                       | 23 | Alexander Albon  | Williams-Mercedes     | 1:30.492 | —        | —        | 16 |
| 18                       | 27 | Nico Hülkenberg  | Aston Martin-Mercedes | 1:30.543 | —        | —        | 17 |
| 19                       | 6  | Nicholas Latifi  | Williams-Mercedes     | 1:31.817 | —        | —        | 18 |
| Tempo dos 107%: 1:35.074 |    |                  |                       |          |          |          |    |
| NQ                       | 22 | Yuki Tsunoda     | AlphaTauri-RBPT       | S/Tempo  | —        | —        | 19 |
| Fonte:                   |    |                  |                       |          |          |          |    |

Notas

### Corrida
| Pos.                                                                  | Nu. | Piloto           | Construtor            | Voltas | Tempo/Retirado | Pit Stop | Pneus | Grid | Pontos |
| --------------------------------------------------------------------- | --- | ---------------- | --------------------- | ------ | -------------- | -------- | ----- | ---- | ------ |
| 1                                                                     | 1   | Max Verstappen   | Red Bull Racing-RBPT  | 50     | 1:24:19.293    | 1        |       | 4    | 25     |
| 2                                                                     | 16  | Charles Leclerc  | Ferrari               | 50     | +0.549         | 1        |       | 2    | 18+1   |
| 3                                                                     | 55  | Carlos Sainz Jr. | Ferrari               | 50     | +8.097         | 1        |       | 3    | 15     |
| 4                                                                     | 11  | Sergio Pérez     | Red Bull Racing-RBPT  | 50     | +10.800        | 1        |       | 1    | 12     |
| 5                                                                     | 63  | George Russell   | Mercedes              | 50     | +32.732        | 1        |       | 6    | 10     |
| 6                                                                     | 31  | Esteban Ocon     | Alpine-Renault        | 50     | +56.017        | 1        |       | 5    | 8      |
| 7                                                                     | 4   | Lando Norris     | McLaren-Mercedes      | 50     | +56.124        | 1        |       | 11   | 6      |
| 8                                                                     | 10  | Pierre Gasly     | AlphaTauri-RBPT       | 50     | +1:02.946      | 1        |       | 9    | 4      |
| 9                                                                     | 20  | Kevin Magnussen  | Haas-Ferrari          | 50     | +1:04.308      | 1        |       | 10   | 2      |
| 10                                                                    | 44  | Lewis Hamilton   | Mercedes              | 50     | +1:13.948      | 1        |       | 15   | 1      |
| 11                                                                    | 24  | Guanyu Zhou      | Alfa Romeo-Ferrari    | 50     | +1:22.215      | 2        |       | 12   |        |
| 12                                                                    | 27  | Nico Hülkenberg  | Aston Martin-Mercedes | 50     | +1:31.742      | 1        |       | 17   |        |
| 13                                                                    | 18  | Lance Stroll     | Aston Martin-Mercedes | 49     | +1 volta       | 1        |       | 13   |        |
| 14†                                                                   | 23  | Alexander Albon  | Williams-Mercedes     | 47     | Colisão        | 1        |       | 16   |        |
| Ret                                                                   | 77  | Valtteri Bottas  | Alfa Romeo-Ferrari    | 36     | Abandonou      | 3        |       | 8    |        |
| Ret                                                                   | 14  | Fernando Alonso  | Alpine-Renault        | 35     | Motor          | 1        |       | 7    |        |
| Ret                                                                   | 3   | Daniel Ricciardo | McLaren-Mercedes      | 35     | Embreagem      | 1        |       | 14   |        |
| Ret                                                                   | 6   | Nicholas Latifi  | Williams-Mercedes     | 14     | Acidente       | 0        |       | 18   |        |
| NL                                                                    | 22  | Yuki Tsunoda     | AlphaTauri-RBPT       | 0      | Motor          | 0        |       | 19   |        |
| Volta mais rápida: Charles Leclerc (Ferrari) – 1:31.634 (na volta 48) |     |                  |                       |        |                |          |       |      |        |
| Fonte:                                                                |     |                  |                       |        |                |          |       |      |        |

## Voltas na liderança
| Nº de Voltas | Piloto          | Voltas       |
| ------------ | --------------- | ------------ |
| 31           | Charles Leclerc | 15–41, 43–46 |
| 14           | Sergio Pérez    | 1–14         |
| 5            | Max Verstappen  | 42, 47–50    |

## Curiosidades
- Primeira pole position de Sergio Pérez e de um piloto mexicano na categoria.
- Foi a primeira vitória dos motores RBPT.
- A Mercedes fica de fora do pódio pela primeira vez desde o Grande Prêmio do Azerbaijão de 2021.

## 2022DHLFastest Pit Stop Award

### Resultado
| 1      | 3  | Daniel Ricciardo | McLaren-Mercedes     | 2.41 | 25 |
| 2      | 4  | Lando Norris     | McLaren-Mercedes     | 2.51 | 18 |
| 3      | 11 | Sergio Perez     | Red Bull Racing-RBPT | 2.53 | 15 |
| 4      | 23 | Alexander Albon  | Williams-Mercedes    | 2.55 | 12 |
| 5      | 1  | Max Verstappen   | Red Bull Racing-RBPT | 2.60 | 10 |
| 6      | 16 | Charles Leclerc  | Ferrari              | 2.62 | 8  |
| 7      | 55 | Carlos Sainz Jr. | Ferrari              | 2.70 | 6  |
| 8      | 63 | George Russell   | Mercedes             | 3.07 | 4  |
| 9      | 14 | Fernando Alonso  | Alpine-Renault       | 3.31 | 2  |
| 10     | 31 | Esteban Ocon     | Alpine-Renault       | 3.35 | 1  |
| Fonte: |    |                  |                      |      |    |

### Classificação
| Tabela do DHL Fastest Pit Stop Award \| Pos \| Construtor \| Pontos \| \| --- \| --------------------- \| ------ \| \| 1 \| McLaren-Mercedes \| 78 \| \| 2 \| Ferrari \| 38 \| \| 3 \| Red Bull Racing-RBPT \| 30 \| \| 4 \| Alpine-Renault \| 26 \| \| 5 \| Williams-Mercedes \| 22 \| \| 6 \| Mercedes \| 4 \| \| 7 \| AlphaTauri-RBPT \| 2 \| \| 8 \| Alfa Romeo-Ferrari \| 0 \| \| 9 \| Aston Martin-Mercedes \| 0 \| \| 10 \| Haas-Ferrari \| 0 \| |                       |        |
| Pos | Construtor            | Pontos |
| 1 | McLaren-Mercedes      | 78     |
| 2 | Ferrari               | 38     |
| 3 | Red Bull Racing-RBPT  | 30     |
| 4 | Alpine-Renault        | 26     |
| 5 | Williams-Mercedes     | 22     |
| 6 | Mercedes              | 4      |
| 7 | AlphaTauri-RBPT       | 2      |
| 8 | Alfa Romeo-Ferrari    | 0      |
| 9 | Aston Martin-Mercedes | 0      |
| 10 | Haas-Ferrari          | 0      |

## Tabela do campeonato após a corrida
Somente as cinco primeiras posições estão incluídas nas tabelas.
| Pos | Piloto           | Pontos | Var |
| --- | ---------------- | ------ | --- |
| 1   | Charles Leclerc  | 45     | 0   |
| 2   | Carlos Sainz Jr. | 33     | 0   |
| 3   | Max Verstappen   | 25     | 16  |
| 4   | George Russell   | 22     | 0   |
| 5   | Lewis Hamilton   | 16     | 2   |

| Pos | Construtor           | Pontos | Var |
| --- | -------------------- | ------ | --- |
| 1   | Ferrari              | 78     | 0   |
| 2   | Mercedes             | 38     | 0   |
| 3   | Red Bull Racing-RBPT | 37     | 7   |
| 4   | Alpine-Renault       | 16     | 1   |
| 5   | Haas-Ferrari         | 12     | 2   |